# العرير (الرجم)

تعديل مصدري - تعديل

العرير هي إحدى قرى عزلة بني عواض بمديرية الرجم التابعة لمحافظة المحويت، بلغ تعداد سكانها 83 نسمة حسب تعداد اليمن لعام 2004.